# Stari grad Visoki
Stari grad Visoki je bio poznati srednjovjekovni grad i tvrđava koji je nastao tijekom 14. stoljeća na brdu Grad. U njegovom podnožju, te ujedno podnožju Visočice se danas nalazi grad Visoko. Prvi spomen Starog grada Visokog bilo je 1. rujna 1355. godine u povelji mladog bana Tvrtka I. Kotromanića pod nazivom "in castro nosto Visoka vocatum". Grad je napušten prije 1503. godine jer se ne navodi u tursko-ugarskom ugovoru iz spomenute godine. Godine 1626. Đorđić spominje Visoki među napuštenim gradovima.

## Nalazište i veličina
Stari grad Visoki se nalaze na vrhu 213 metara visokog brda Grad (poznatije kao Visočica). Smješten je na taj način kako bi se iz njega potpuno jasno vidjele nizine ispod njega. Ulaz se nalazi na jugozapadnoj strani s dva vidikovca. Nakon što se prođe ulazi ulazi se u dio koji se zove Podvisoki, tj. u grad koji je bio prilično malen, s 60 metara dužine i 25 metara širine koji ima znakove i ostatke ranih srednjovjekovnih kuća. Debljina zidova tvrđave je oko 2 metra.

## Povijesna važnost
Stari grad Visoki služio je kao obrambena predstraža. Uz to, ovo je mjesto gdje su napisani i potpisani mnogi važni povijesni spisi srednjovjekovne bosne. Posljednji važni spis ondje potpisan potpisao je Tvrtko Borovinić 1436. godine, čime je pokazao kako je on također bio od velike važnosti za bosansko plemstvo.

## Istraživanje i obnova
Prvi radovi počeli su 15. rujna 2007. godine gdje je tim stručnjaka i radnika započeo čišćenje lokaliteta i nabavu materijala. Na osnovu ovih istraživanja, te ranijih iz prošlog stoljeća, bit će izrađen elaborat ili projekat pomoću kojeg će se pristupiti daljim istraživanjima, te restauraciji grada.

## Unutarnje poveznice
- Visoko
- Visočica (brdo kod Visokog)
- Bosanske piramide
- Piramida Sunca
- Povijesni spisi napisani u Starom grada Visokom
- Visoko u srednjem vijeku
- Povijest Bosne i Hercegovine